# アフェレーシス
アフェレーシス（apheresis）はギリシア語の「分離」を意味する言葉であり、血液から目的の成分を分離し「抽出する」または「排出する」の二つの側面からなる。前者は「血小板のみ」「血漿のみ」を抽出する成分献血、および末梢血中に出現した造血幹細胞を分離・抽出する末梢血幹細胞採取が該当する。一方、後者はいわゆる透析を始めとする血液浄化療法であり、血漿交換（plasma exchange、PE）、二重濾過法（double filtration plasmapheresis、DFPP）、血漿吸着療法（plasma adsorption、PA）、直接血液灌流法（direct hemoperfusion、DHP）、白血球除去療法などが知られている。後者のアフェレーシスの基本治療は血漿交換であり、置換液を減らす目的で二重濾過法、血漿吸着療法などが開発された経緯がある。適応としては、血管内の液性因子が病態に関与している疾患であること、その液性因子が血漿交換により除去されること、アフェレーシスにより臨床的に改善することが証明されていることなどの条件を満たす必要があり、保険適応で制限されている。これは血液製剤が非常に高価であることに起因する。
PE、DFPP、PAの3つのアフェレーシスではPA、DFPP、PEの順に除去物質の特異性は低くなる。病因関連物質が特定されている疾患で保険適応があればDFPPやPAを、病因関連物質が特定されていない場合や凝固因子などの補充が必要な場合はPEが選択される。欧米では自己免疫性神経疾患の治療にPEが選択されることが多いが、日本ではDFPPやPAの報告が多い。
最新のアフェレーシス療法の利用法として、体内に蓄積したマイクロプラスチックやその他の有害化学物質の除去のために利用することが注目されており、俳優のオーランド・ブルームは血液中のマイクロプラスチックや有害化学物質の除去のためのアフェレーシス療法という最新治療を受けた。

## 血液浄化療法

### 血漿交換（PE）
PEはアフェレーシスの基本治療である。血液から病因関連物質を含む血漿を分離し、破棄することで病因関連物質を取り除くと同時に、破棄した血漿と同量の新鮮凍結血漿（fresh frozen plasma、FFP）またはアルブミン液などを投与する方法である。血液を分離する方法は中空糸膜フィルター（膜型血漿分離器）を用いることが一般的である。血漿分離器で分離された血漿はそのまま破棄され、同量の置換液を投与する。ほとんどの免疫疾患では液性因子の除去を目的として行うが、肝不全や血栓性微小血管障害症（TMA）では病因関連物質を取り除く以外に凝固因子の補充を目的に新鮮凍結血漿を用いた血漿交換が用いられる。

#### 血漿交換の置換液
血漿交換の置換液としては新鮮凍結血漿かアルブミンが選択される。
新鮮凍結血漿（FFP）
FFPを第一選択とするのは劇症肝炎など肝不全を呈する疾患での凝固因子の補充、血栓性微小血管障害症（TMA）での血小板活性化抑制因子の補充である。高価であること、感染症のリスクがアルブミン液より高いことからこのような適応となっている。FFPは抗凝固薬としてクエン酸ナトリウムを用いている。抗凝固薬が多くFFPは総蛋白質5.0g/dLまで希釈されている。クエン酸は血中のイオン化カルシウムをキレートするため、血漿交換で大量のFFPを投与すると低カルシウム血症となる。その対策としてカルチコール1mL程度の投与を行うか、血液透析（HD）と連結させ、血液透析を行いながら血漿交換を行う。FFPは5単位パックで450mLであり、FFP40単位分にあたるおよそ3600mLが慣習的に1回の置換量の目安とされている。これは体重60kgでHt35％で体内血漿量1～1.5Lを交換するという概算から導かれている。体内血液量を7％とすると体内血漿量lは（1-Ht/100）×0.07×体重kgで概算される。
アルブミン液
FFPを用いる積極的な理由がない場合はアルブミン液を置換液とする場合が多い。濃度は5％のものを用いることが多いが、循環動態の維持のために10％を用いることもある。置換液の量はFFPと同様に1回3600mL置換する。

#### 投与スケジュール
疾患によって異なる。肺出血を伴うグッドパスチャー症候群などでは早期に液性因子を除去する必要があることから連日治療を行う。多くの液性因子がIgGであるため、体内のIgGを1回の治療で効率良く減少させるには治療間隔をあけた方がよいとされている。これは血管外からの物質の移動が完了してから血漿交換を行ったほうが体内から効率良く除去できるからである。半減期が長い蛋白質は産出速度も遅いため、半減期の長いフィブリノーゲンや凝固因子第13因子は治療を繰り返すことで低下しやすい。

#### 血漿交換の設定
アルブミン、グロブリンといった大分子を体内から除去する治療であるため、投与された薬物も多くは体内から除去される。そのため、治療の際に血漿交換後に投与するといった工夫が必要である。脱血の血液量Qは60～120mL/min程度で行うことが多い。膜分離装置の膜面積は体重によって使い分ける。膜面積0.5m2程度で行うことが多い。抗凝固薬としてヘパリンやナファモスタットメシル酸塩などが用いられる。2～3時間程度の交換で終了することが多い。

### 二重濾過法（DFPP）
DFPPは血漿分離器（一次膜）で分離した血漿をさらに血漿成分分画器（二次膜）に通し、膜孔を通過しない大きな病因関連物質（グロブリンなど）を膜内に分離濃縮し、膜孔を通過するアルブミンなどを体内に返す方法である。二次膜には膜孔の大きさが異なるものがいくつもあり、これを適切に使い分けることで異なる分子量病因関連物質を除去することができる。例えばIgMやLDLなど非常に大きな分子を除去する場合は瘻孔の大きなものを用い、IgGを除去する場合は小さなものにする。IgGを除去する場合は1日おきの治療、IgMの場合は1回のみで十分な治療効果がある。DFPPの排液は膠質浸透圧物質が多く含まれており、FFPはタンパク質濃度が低いため置換液としては用いられていないことが多い。通常は高濃度アルブミン液が置換液として選択される。

#### DFPPの適応
DFPPを第一選択とすることがある疾患についてまとめる。
自己免疫性疾患
凝固因子、正常免疫グロブリンの補充が不要な場合は日本ではDFPPがよく選択される。
移植前の同種腎移植や血液型不適合妊娠
若年者症例が多く血液製剤のリスクを回避したい場合が多いためDFPPがよく選択される。
多発性骨髄腫や原発性マクログロブリン血症
過粘稠症候群を呈する疾患のIgMの除去にDFPPは有効である。
高LDLコレステロール血症
家族性高脂血症などではLDL除去にDFPPを用いることもある。
慢性C型肝炎
インターフェロンとDFPPを併用するVRADという治療法がある。これによって早期にウイルスを陰性化させることができるとされている。

### 血漿吸着（PA）
血症分離器で分離した血漿を吸着カラムに流し、病因物質を特異的、選択的に吸着除去する方法である。血漿を破棄しないため置換液が不要である。一部のカラムではACE阻害薬投与でショックを誘発するため開始1ヶ月以上前に、休薬する必要がある。これはブラジキニンの濃度上昇が関与していると考えられる。

#### 吸着器の種類
代表的なものを示す。

#### 疎水性アミノ酸を用いたカラム
イムソーバ®TR-350
トリプトファンをリガンドとし、免疫複合体、抗アセチルコリン受容体抗体などの自己抗体を吸着除去する。重症筋無力症や多発性硬化症、ギラン・バレー症候群、CIDPなどに用いられる。
イムソーバ®PH-350
フェニルアラニンをリガンドとし免疫複合体、抗DNA抗体、リウマチ因子を除去する。SLEや悪性関節リウマチ、多発性硬化症、ギラン・バレー症候群、CIDPで用いられる。

#### デキストラン硫酸を用いたカラム
リポソーバ®LA-40S
デキストラン硫酸をリガンドとしアポリポ蛋白Bとの静電結合を利用して選択的にLDLを吸着除去する。家族性高コレステロール血症、閉塞性動脈硬化症、巣状糸球体硬化症などで用いられる。
セレソーブ®
SLEで用いられることもある。

#### ビリルビン・胆汁酸を吸着するカラム
プラソーバ®BRS-350
ビリルビンや胆汁酸を除去するため術後肝不全や劇症肝炎に適応がある。

### 直接血液灌流法（DHP）
直接吸着材に血液を接触させることが出来る場合は血漿分離せずに病因物質が除去できる。活性炭吸着、エンドトキシン吸着、β2ミクログロブリン吸着などが知られている。
活性炭吸着（ヘモソーバ®CHS-350）
薬物中毒や肝性昏睡で用いられることがある。
エンドトキシン吸着
敗血症などで用いられることがある。
β2ミクログロブリン吸着
透析アミロイドーシスで用いられることがある。

### 白血球除去療法
白血球除去療法とは、血液中の白血球などの吸着、除去を行う治療法である。
GCAP（granulocytapheresis アダカラム®）
ビーズによる顆粒球吸着療法であり、潰瘍性大腸炎やクローン病で用いられる。
LCAP（leukosytapheresis セルソーバ®EXなど）
フィルターによる白血球除去療法であり、潰瘍性大腸炎、関節リウマチで用いられる。